# MikuMikuDance
MikuMikuDance (зазвичай скорочується до MMD) — це безкоштовна програма для 3D-анімації. Спочатку контент створювався тільки для персонажа Vocaloid Хацуне Міку. Сама програма MikuMikuDance була створена Ю Хіґучі (HiguchiM) і отримала значні оновлення з часу її створення. Її розробка почалася в рамках VOCALOID Promotion Video Project (VPVP).

## Огляд
Програма дозволяє користувачам імпортувати 3D-моделі у віртуальний простір, де їх можна переміщати та відповідно анімувати. Розташування 3D-об'єктів можна легко змінити, вираз обличчя можна змінити (за умови, що модель має потрібні морфи), а дані анімації можна застосувати до моделі, щоб змусити її рухатися. Разом із цими функціями також можна додавати аксесуари, сцени та фони для створення оточення. Є можливість застосовувати такі ефекти, як відблиски на об’єктиві, затінення карти та AutoLuminous (ефект, який змушує предмети світитися та підсвічуватися), за умови, що встановлено плагін MikuMikuEffect (MME). Є можливість додати звук і музику. Дані анімацій, які використовуються для анімації персонажів, і дані пози, які в основному використовуються для створення знімків, можна експортувати як файли .vmd (Vocaloid Motion Data) і .vpd (Vocaloid Pose Data) файли відповідно. Потім експортовані файли можна імпортувати в інші проекти. Це дозволяє користувачам ділитися даними з іншими користувачами. Програмне забезпечення використовує фізичний рушій Bullet. Користувачі також можуть використовувати контролер Kinect від Microsoft для захоплення руху. Можливий рендеринг знімків екрану та відео (у форматі .avi).
За винятком кількох моделей, сцен, даних про рух і аксесуарів, які постачаються разом із програмним забезпеченням після завантаження, увесь інший вміст, включаючи 3D-моделі, розповсюджується користувачами, тобто правила та обмеження значно варіюються. Правила користування більшості моделей можна знайти у файлі Readme, який може мати формат txt, pdf або файл веб-сторінки. Розробник, HiguchiM, заявив, що не може давати жодних обіцянок щодо того, як можна або не можна використовувати моделі створені іншими користувачами, і звільняється від будь-якої відповідальності, пов’язаної з цією темою. [джерело?] Моделі, створені іншими користувачами, зазвичай доступні для вільного завантаження. Оскільки MikuMikuDance — це виключно програмне забезпечення для позування та анімації, для створення моделей та UV-розгорток користувачі використовують програми для 3D-моделювання, такі як Blender або Metasequoia. Конвертація моделей у сумісний з MMD формат можлива за використання спеціалізованих програм: PMD Editor, PMX Editor (наступник PMD).
Програма постачається разом з невеликою кількістю моделей добре відомих персонажів Vocaloid, деякими аксесуарами та двома тестовими проектами, які показують можливості програми. Проекти зберігаються у файлах формату .pmm. Програмне забезпечення спочатку було випущено лише японською мовою, однак потім була випущена й англійська версія. Відео, створені за допомогою MMD користуються популярністю як серед шанувальників Vocaloid, так і серед звичайних користувачів та регулярно переглядаються на таких сайтах, як Niconico та YouTube. Деякі моделі для Vocaloid також можуть використовуватися для музики Vocaloid, що надалі використовуватиметься студіями, які працюють із програмним забезпеченням Vocaloid. 
Японський щомісячний журнал Windows100%, пропонує ексклюзивні моделі. Вони виходять раз на місяць, і через популярність творці моделей роздають секретні моделі, а також моделі, за які люди заплатили. Більшість із них, як правило, є моделями вокалоїдів або не мають певного власника авторських прав.
26 травня 2011 року оновлення були закінчені, і була випущена остання версія. У заключній заяві творець віддав програмне забезпечення в руки шанувальників, щоб вони продовжували розвивати його.  Незважаючи на це, вихідний код не було опубліковано, і розробник не має наміру це робити, що унеможливлює для користувачів продовження розробки оригінального програмного забезпечення. Однак існують альтернативні програми, які надають подібні функції, наприклад MikuMikuMoving ("заміна" MMD, яка часто оновлюється та має багато функцій MMD, а також нові формати файлів, унікальні для програми, підтримку шолому Oculus Rift і новий інтерфейс користувача)  та вільне програмне забезпечення Blender .
З того часу до теперішнього часу було кілька доповнень до MMD версії 7.39, головним чином додавання версії x64, яка працює краще, ніж звичайна версія, і призначена для використання потужності 64-розрядних комп’ютерів, якої бракує 32-розрядним комп’ютерам. Це підвищує продуктивність, пришвидшує рендеринг та як наслідок, досягається вища якість. Однак 1 червня 2013 року автор MikuMikuDance дуже раптово почав випускати оновлення для програми. До 1 червня останньою версією була 7.39, яка була випущена 26 травня 2011 року. Після того, як він знову почав випускати оновлення, з’явилося 20 нових версій і їх 64-розрядні альтернативи. Більшість цих оновлень було зроблено лише для підвищення сумісності з новими, вдосконаленими моделями .pmx. Причина повернення автора до розробки невідома. 10 грудня 2019 року була випущена версія 9.32, яка є найновішою. 
У грудні 2014 року компанія Sekai Project оголосила, що отримала дозвіл на випуск MikuMikuDance у Steam. Однак Станом на січень 2024, він не був опублікований.
Перше повністю створене за допомогою цього програмного забезпечення телевізійним аніме стало Straight Title Robot Anime, прем'єра якого відбулася 5 лютого 2013 року. 

## Авторське право
Програмне забезпечення було випущено як безкоштовне ПЗ. Моделі маскотів Vocaloid, які постачаються разом із програмним забезпеченням, підпадають під дію ліцензію Piapro Character License, і їх комерційне використання заборонено без дозволу. Незважаючи на те, що програмне забезпечення розповсюджується безкоштовно, моделі, випущені незалежно від програмного забезпечення необов'язково. Оригінальні моделі, дані про рух і сцени можуть підпадати під дію власних правил їх творців. Програма не включає всіх персонажів Vocaloid за замовчуванням, але наявні моделі вокалоїдів створених Crypton Future Media, це є Хацуне Міку, Каґаміне Рін, Каґаміне Лен, Кайто, Мейко та Меґуріне Лука. 

## Зовнішні посилання
- Офіційний сайт